# EMUI
 (juillet 2019).
Si vous disposez d'ouvrages ou d'articles de référence ou si vous connaissez des sites web de qualité traitant du thème abordé ici, merci de compléter l'article en donnant les références utiles à sa vérifiabilité et en les liant à la section « Notes et références ».
EMUI, anciennement nommé Emotion UI et également connu sous le nom de Magic UI (sur les smartphones Honor depuis 2019) est un système d'exploitation mobile personnalisé basé sur Android développé par la société de technologie chinoise Huawei. Il est utilisé sur les smartphones et les tablettes de l'entreprise.
En Chine continentale et à l'international depuis 2020, en raison des sanctions américaines, les nouveaux appareils EMUI utilisent à la place les Huawei Mobile Services (HMS) tel que Huawei AppGallery au lieu des Google Mobile Services (GMS).

## Histoire
Le 30 décembre 2012, Huawei a présenté Emotion UI 1.0, basé sur Android 4.0. Il comprend une application d'assistant vocal (uniquement en chinois), des écrans d'accueil personnalisables et une commutation de thème. La société a déployé les fichiers d’installation de l’Ascend P1 sur son site Web. La société affirme qu’il s’agit «probablement du système le plus émotionnel au monde».
Le 4 septembre 2014, la société a annoncé EMUI 3.0, avec la sortie de l'Ascend Mate 7, lors de la réunion précédant l'IFA à Berlin. Depuis lors, l'interface utilisateur a été appelée EMUI au lieu de Emotion UI. Il propose le nouvel app store AppGallery seulement pour les marchés chinois tandis que les marchés internationaux ont continué à utiliser Google Play.
À la fin de 2015, Huawei a lancé EMUI 4.0, avec une interface repensée basée sur Android 6.0 et le Huawei Mate 8.
En 2016, EMUI 5.0 a été introduit, basé sur Android 7.0 avec le Huawei Mate 9.
En 2017, toutes les images ROM ont été supprimées du site officiel. Huawei dit qu'il fournira un « service de mise à jour plus pratique et satisfaisant ». Depuis lors, tous les utilisateurs doivent s’appuyer sur des mises à jour en direct (OTA).
À la fin de 2017, EMUI 8.0 a été lancé, basé sur Android 8.0 ; sautant sur EMUI 6.0 et EMUI 7.0 pour se combiner aux versions Android dont il est dérivé, ainsi qu’au Huawei Mate 10. Cette version met l'accent sur différentes capacités d'intelligence artificielle.
Lors de l'IFA en 2018, Huawei a dévoilé EMUI 9.0, basé sur Android 9.0. Huawei a déclaré un objectif pour la sortie de rendre EMUI plus simple, agréable et cohérent ; il comprenait divers ajustements de convivialité, des menus de paramètres réorganisés, le mode sombre, la navigation gestuelle et le GPU Turbo 2.0,,. À partir d'EMUI 9.0.1, les nouveaux appareils Huawei sont livrés avec le système de fichiers EROFS de l'entreprise pour ses partitions système, qui est conçu pour des performances supérieures dans les paramètres de lecture seule sur les appareils aux ressources limitées,,. En juillet 2019, Huawei a publié EMUI 9.1.
EMUI 10, basé sur Android 10 , a été annoncé le 9 août 2019 lors de la Huawei Developer Conference.  Une interface mise à jour avec des en-têtes de style "magazine" plus grands, de nouvelles animations, des accents de couleurs inspirés par le peintre Giorgio Morandi et la prise en charge du mode sombre à l'échelle du système Android 10 ont été présenté.  Depuis le début de l'année 2020, en raison des sanctions américaines contre Huawei (qui interdisent aux entreprises basées aux États-Unis de faire des affaires avec l'entreprise), les nouveaux smartphones EMUI vendus à l'international (à commencer par le Huawei Mate 30) ne sont plus certifiés par Google, n'incluent pas le support pour les Google Mobile Services (GMS), y compris le Google Play Store, et sont commercialisés en exécutant EMUI sans référence à la marque Android. Ces appareils introduisent AppGallery et Huawei Mobile Services sur les marchés internationaux en tant qu'alternative aux logiciels fournis par Google. Cela ne s'applique pas aux modèles Huawei sortis avant les sanctions (comme le Huawei P30),.
En 2020, aux côtés du Huawei P40, Huawei a annoncé EMUI 10.1, qui ajoute la prise en charge de plusieurs fenêtres, et les nouvelles applications propriétaires Celia et MeeTime. Huawei a annoncé des mises à jour pour certains de ses appareils existants en juin 2020. En septembre 2020, Huawei a annoncé publiquement la prise en charge d'HarmonyOS 2.0 pour les smartphones mis à jour vers EMUI 11, alors que l'entreprise se tourne vers le développement d'HarmonyOS. En décembre 2020, Huawei a publié la version bêta d'HarmonyOS 2.0 uniquement en Chine sur les Huawei P30, Huawei P40 et Huawei P50, qui itèrent depuis EMUI 10.
À partir d'octobre 2021, Huawei a prévu de lancer progressivement une mise à niveau vers EMUI 12 depuis les anciens modèles de smartphones Huawei au cours du premier semestre 2022 sur les marchés mondiaux, tandis que HarmonyOS 2 a été lancé sur les marchés nationaux. Le successeur d'EMUI se prépare pour le développement futur d'HarmonyOS pour les marchés mondiaux dans les années à venir.
EMUI 12 est la première version d'EMUI basée sur HarmonyOS 2 avec le noyau OpenHarmony 2.1.0 qui dispose de son propre système de partage de fichiers distribué, appelé système de fichiers distribué qui s'adapte aux appareils intelligents alimentés par HarmonyOS avec des téléviseurs intelligents, des haut-parleurs intelligents et d'autres types d'appareils créés à partir de natif HarmonyOS Distributed File System (HDFS) et peut exécuter des applications natives HarmonyOS Ability Package. 
EMUI 12 prend en charge les dossiers volumineux, qui regroupent des applications similaires dans un dossier volumineux et nomment le dossier pour une gestion et une découverte des applications mieux organisées. La différence entre EMUI 12 et HarmonyOS exécutant des applications basées sur HAP est qu'EMUI 12 ne prend pas en charge les Atomic Services et App Snippets sous la forme de widgets interactifs basés sur des cartes visuelles. EMUI 12 ne prend pas en charge la visionneuse de tâches multi-périphériques HarmonyOS et offre une expérience utilisateur Super Device réduite via Device+.  La mise à jour EMUI 12 pour les anciennes versions mondiales des smartphones Huawei est basée sur Android 10 car une version Android plus récente comme Android 11 ou un passage à HarmonyOS pourrait perturber la fonctionnalité d'appareils tels que les séries Huawei P30 et Huawei Mate 20 qui fonctionnent avec les Services Google Play (GMS). En tant que telle, la société a décidé de ne pas proposer de nouvelle version Android ou HarmonyOS pour ces modèles.
Le 20 octobre 2022, Huawei a dévoilé sa prochaine version d'EMUI, qui est EMUI 13 sur son site officiel. Elle hérite des principales fonctionnalités dévoilées avec HarmonyOS 3, telles que les widgets qui peuvent être empilés les uns sur les autres, les dossiers qui peuvent être redimensionnés comme les widgets Android, et quelques autres fonctionnalités.

## Historique des versions
| Version               | Version d'Android/HarmonyOS | Année de sortie | Dernière version stable |
| --------------------- | --- | --------------- | ----------------------- |
| Emotion UI 1.x        | Android 2.3 - 4.3 | 2012            | 1.6                     |
| Emotion UI 2.x        | Android 4.2 - 4.4 | 2013            | 2.3                     |
| EMUI 3.x              | Android 4.4 - 5.1 | 2014            | 3.1                     |
| EMUI 4.x              | Android Marshmallow (6.x) | 2015            | 4.1                     |
| EMUI 5.x              | Android Nougat (7.x) | 2016            | 5.1.1                   |
| EMUI 8.x              | Android Oreo (8.x) | 2017            | 8.2                     |
| EMUI 9.x MagicUI 2.x  | Android Pie (9) | 2018            | 9.1                     |
| EMUI 10.x MagicUI 3.x | Android 10 | 2019            | 10.1                    |
| EMUI 11.x MagicUI 4.x | Android 10 ou Android 11 pour MagicUI 4.2 | 2020            | 11.0                    |
| EMUI 12.x MagicUI 5.x | Android 10 (pour les appareils existants), Android 11 (pour les appareils pré-expédiés avec EMUI 12) et HarmonyOS 2 (Chine) micro-noyau (OpenHarmony 2.1.0) | 2021            | 12.0                    |
| EMUI 13.xMagicOS 7.x  | Basé sur HarmonyOS 3, Version Android : Android 12 | 2022            | 13.1                    |
| EMUI 14.x             | Basé sur HarmonyOS 4, Version Android : TBA | Prévu : 2023    | TBA                     |

## Critiques
Les versions antérieures d'EMUI ont été critiquées pour avoir placé toutes les icônes d'application sur l'écran d'accueil, certains critiques affirmant qu'ils tentaient d'imiter l'iOS d'Apple. Le tiroir d'applications a été ramené en option depuis EMUI 5.0. Adam Smith de PC Magazine a critiqué EMUI pour «être gonflé d'applications en double et les menus de paramètres étant difficiles à naviguer».